# 吴郡陆氏
吴郡陆氏，为中国中古时期以吴郡为郡望的陆姓家族，与吴郡顾氏、吴郡朱氏、吴郡张氏并称“四姓”。始祖为齐宣王的少子陆通，封平原县，得姓陆。到了汉初，陆烈始迁至吴地。汉颍川太守陆闳立颍川支，为最早成雏形的宗支。三国两晋时期，吴郡陆氏名士不绝至，如吴丞相陆逊、选曹尚书陆瑁兄弟，陆机、陆云兄弟、晋中书侍郎陆瓘。有唐一朝入相的吴郡陆氏成员有六位。是吴中四姓中最多的一家，分别为丹徒枝陆敦信、太尉枝陆元方、陆象先、陆希聲、侍郎枝陆贄、陆扆。陆氏在白马驿之祸时遭受直接打击，唐亡后，开始向各地迁徙，此后以吴郡为郡望的统一世族不复存在。传统分吴郡陆氏共四十九枝。

## 房支
- 颍川枝，东汉颍川太守、尚书令陆闳的后裔，号颍川枝
- 荆州枝，东汉扬州别驾陆续的后裔，号荆州枝
- 丹徒枝，丹徒县县令陆肃的后裔，号丹徒枝
- 乐安枝，汉朝尚书右仆射、乐安侯陆逢的后裔，号乐安枝
- 谏议枝，西晋谏议大夫陆恢之子陆弘的后裔，号谏议枝
- 鱼圻枝，吴郡从事陆元之隐居于鱼圻，其后裔号鱼圻枝
- 太尉枝，东晋侍中、司空陆玩死后被赠予太尉，其后裔号太尉枝
- 侍郎枝，东晋中书侍郎陆瓘的后裔，号侍郎枝

## 家传和谱牒
- 《陆史》，十五卷，陆煦撰[4]
- 《吴郡陆氏宗系谱》，一卷，陆景献撰[5]
- 《陆氏宗系碣》，一卷，令狐峘撰[6]
- 《陆氏英贤记》，三卷，陆师儒撰[7]